# تراپشتادت
تراپشتادت (به آلمانی: Trappstadt) یک منطقهٔ مسکونی در آلمان است که در رن-گرابفلد واقع شده‌است. تراپشتادت ۱٬۰۴۲ نفر جمعیت دارد.